# وادي طيبة (شركة)
شركة وادي طيبة هي شركة استثمارية سعودية مملوكة لوقف جامعة طيبة العلمي، أنشئت في مارس 2018 لتحفيز الاقتصاد المعرفي في المنطقة من خلال التقنيات الجديدة وخصوصا البلوكتشين وانترنت الأشياء والذكاء الاصطناعي. قاد جهود تأسيس وادي طيبة وتشكيل مجلس الادارة د. عبدالرحمن العليان الرئيس التنفيدي المؤسس، وممثل نظارة وقف جامعة طيبة العلمي في دلك الوقت، وتشكل مجلس الإدارة الأول من معالي د عبدالعزيز السراني رئيساً معالي د ماجد الفياض عضواً، سعادة د. عبدالرحمن الجضعي عضواً، سعادة د. ابراهيم المعجل عضواً، سعادة د. مصلح العتيبي عضواً، وسعادة أ. يوسف ميمني، وسعادة م. أنس صيرفي وسعادة د. سلطان العمري، وسعادة د. عبدالرحمن العليان. بدأ العمل في تحديد التوجه الاستراتيجي بعد التدشين مباشرة، ودلك بعقد عدد من ورش العمل والاستماع للمقترحات وعمل بعض الدراسات المبدئية. رأس مال وادي طيبة كان 2 مليون ريال سعودي ونظراً لمحدودية رأس المال، كانت الجامعة تدعم بالكفاءات والموقع وغيرها من الموارد اللازمة للتشغيل. تم تأسيس البلوكتشين لاب في سبتمبر 2018 ولاب انترنت الاشياء والدكاء الاصطناعي في مارس 2019 ولاب الواقع الافتراضي والمعزز حيث أن هده التقنيات واعدة ومن المحتمل أن تغير من نمادج العمل وتقدم فرص كبيرة لرواد الأعمال، كما تم العمل على مجموعة من المشاريع والعقود الحكومية التي كانت مصدر للدخل والعمل للوادي منها منصة تمور السعودية ومنصة الشراء الموحد للمزارعين ومنصة الاعانات وكدلك هاكثون تمور السعودية كما استثمرت وادي طيبة في منصة رين للعملات الرقمية وكدلك وثاق كابيتال وعملت العديد من فعاليات التوعية والتدريب في المدينة المنورة خاصة والسعودية عامة 

## الأهداف
- تعظيم العائد للمستثمرين والمساهمين.
- بناء بيئة عمل داخلية محفزة لاستقطاب الكفاءات المتميزة والمحافظة عليها.
- رفع مستوى الولاء لدى عملاء الشركة.
- تطوير منتجات مبتكرة تواكب احتياجات السوق المتغيرة.
- رفع كفاءة أداء الشركة ودعم مركزها المالي.
- المساهمة في توطين التقنية بما يخدم الاقتصاد الوطني.